# تلمبه علیزاده
تلمبه علیزاده یک منطقهٔ مسکونی در ایران است که در دهستان مشیز واقع شده‌است.